# Phytomyza penicilla
Phytomyza penicilla är en tvåvingeart som beskrevs av Friedrich Georg Hendel 1935. Phytomyza penicilla ingår i släktet Phytomyza och familjen minerarflugor.
Artens utbredningsområde är Österrike. Inga underarter finns listade i Catalogue of Life.